# Christian Riesbeck
Christian Heribert Riesbeck CC (ur. 7 lutego 1970 w Montrealu) – kanadyjski duchowny katolicki, biskup Saint John od 2019.

## Życiorys
Święcenia kapłańskie otrzymał w dniu 12 października 1996 i inkardynowany został do archidiecezji Ottawa. Od 2003 roku jest członkiem stowarzyszenia życia apostolskiego Towarzysze Krzyża (CC). Pracował głównie w parafii Maryi Królowej Pokoju w amerykańskim Houston. W 2010 powrócił do archidiecezji i objął funkcję kanclerza kurii.
7 stycznia 2014 papież Franciszek mianował go biskupem pomocniczym Ottawy ze stolicą tytularną Tipasa in Numidia. Sakry udzielił mu 19 marca 2014 metropolita Ottawy – arcybiskup Terrence Prendergast.
15 października 2019 został mianowany biskupem ordynariuszem diecezji Saint John.